# Lindorm Ribbing
För den Lindorm Ribbing som avrättades av Kristian II, se Lindorm Ribbing (d. 1521)
Lindorm Ribbing, född 25 april 1569 i Bottnaryds församling, Älvsborgs län, död 1 april 1627, var en svensk inflytelserik godsägare, riksråd och militär.

## Biografi
Lindorm Ribbing föddes 1569 på Svansö säteri i Bottnaryds socken. Han var son till ståthållaren Peder Ribbing på Vadstena slott och Märta Jonsdotter Oxehuvud. Ribbing omtalas 1593 som Johan III:s hovjunkare. Han erhöll 1594 fullmakt som häradshövding i Seminghundra härad i Uppland. År 1604 utnämndes han till hovmästare och råd hos hertig Johan av Östergötland, och blev året därefter befallningsman över Vadstena stad och län samt 1615 lagman i Östergötlands lagsaga. Han utsågs till ståthållare över Vadstena slott 8 juni 1618 och dessutom från 6 juli 1621 över Linköpings län, Stegeborgs slott samt Bråborgs län (Norrköping). Lindorm Ribbing utsågs 1624 till riksråd. Han avled 1627 och begravdes i Ekeby kyrka, där hans vapen sattes upp.
Han sändes 24 september 1598 av hertig Karl (IX) till Sigismund, som då låg i Linköping med ett fredsförslag, och befann sig fortfarande i Sigismunds läger vid tidpunkten för slaget vid Stångebro. Han sägs ha påverkat slagets utgång genom att hindra adelsfanan från att ingripa i slaget.
Han var 1624 en av de fyra kommissarier som under Axel Oxenstierna slöt traktaten med Danmark i Sjöared.

### Egendom
Ribbing ägde gårdarna Näs gård i Bjurbäcks socken, Mossebo i Rinna socken och Boxholms säteri i Ekeby socken.

### Familj
Ribbing gifte sig 6 januari 1605 på Stockholms slott med Märta Bonde (1583–1642), dotter till Carls furstliga råd och marskalken Filip Jönsson Bonde och Carin Snakenborg. De fick tillsammans barnen landshövdingen friherre Per Ribbing af Zernava (1606–1664) i Älvsborgs län, Carl Ribbing (1607–1609), Agneta Ribbing (1609–1685) som var gift med riksmarsken och generalfältherren friherre och greve Lars Kagg, Märta Ribbing (1611–1617), Maria Ribbing (1614–1678) som var gift med riksrådet och generalguvernören friherre Carl Mörner af Tuna och Brita Ribbing (1616–1685) som var gift med riksrådet friherre Johan Rosenhane.